# Tragovi
Tragovi. Časopis za srpske i hrvatske teme (serbokroatisch für: Spuren. Zeitschrift für serbische und kroatische Themen) ist eine wissenschaftliche Zeitschrift für Aspekte der Serbistik, Kroatistik und Jugoslawistik. Sie erscheint halbjährlich beim serbischen Nationalrat in Kroatien (Srpsko narodno vijeće) und unterliegt einem Peer-Review.  Sie erscheint in serbokroatischer Sprache. Die Zeitschrift erschien erstmals 2018.